# Cubocephalus pictus
Cubocephalus pictus là một loài tò vò trong họ Ichneumonidae.